# Nooddoop
Nooddoop is de term die gebruikt wordt binnen de Katholieke Kerk, Orthodoxe Kerk, Oriëntaals-orthodoxe Kerken en de Assyrische Kerk van het Oosten voor het toedienen van het doopsel aan een persoon in stervensgevaar door iemand die geen diaken of priester is.
Binnen de Rooms-Katholieke kerk kan en moet de nooddoop worden uitgevoerd door elk rooms-katholiek persoon. Maar ook een nooddoop uitgevoerd door een niet-gedoopte, zelfs door een ongelovige, is geldig zolang maar gedoopt wordt 'in de naam van de Vader, de Zoon en de Heilige Geest', volgens de bedoeling van de Katholieke Kerk. Bij het uitspreken van deze woorden is het noodzakelijk water over een lichaamsdeel te gieten, bij voorkeur het hoofd.
In 2020 stelden de Nederlandse katholieke bisschoppen een protocol vast voor het kerkelijk leven tijdens de coronapandemie. Daarin werd bepaald dat het doopsel uitgesteld moet worden, maar dat ouders in geval van nood, na overleg met de pastoor met een nooddoop zelf hun kind kunnen dopen. Later kunnen de andere doopriten in de kerk plaatsvinden.